# Jesús Fernández Vizcaíno
Jesús Fernández Vizcaíno (Santisteban del Puerto, Jaén, 3 januari 1960) is een hedendaags Spaans componist, muziekpedagoog en pianist.

## Leven
In 1968 vertrok zijn familie, die in een landelijke omgeving leefde, naar Valencia. Fernández Vizcaíno kreeg op 8-jarige leeftijd zijn eerste muziekles bij de kantor van de Escolanía Virgen de los Desamparados de Paterna, Valencia. Hij was geïnteresseerd in de gitaar en in orgelspelen. 
In 1977 ging hij aan het Conservatorio Superior de Música "Joaquín Rodrigo" te Valencia en studeerde solfège, piano, viool en gitaar. Tijdens deze studies werkte hij in verschillende groepen mee, zoals de Los Vagabundos, maar hij trad ook als piano-solist en -begeleider van bekende artiesten op. Sinds 1998 is hij professor voor harmonie, contrapunt, compositie en instrumentatie aan het Conservatorio Superior de Música "Joaquín Rodrigo" te Valencia.
Als componist schreef hij kamermuziek, vocale muziek en werken voor orkest en banda (harmonieorkest).

## Compositie

### Werken voor orkest
- La Existencia - "Materia sumergida en el tiempo", ouverture voor orkest

### Missen, cantates en geestelijke muziek
- Después de la Guerra, cantate voor solisten, gemengd koor en orkest - tekst: Vicente Aleixandre

### Vocale muziek
- Lejos..., voor zang en piano - tekst: Gustavo Adolfo Bécquer
- Sol, es verdad todo llega, voor zang en piano - tekst: J. Ramón Jiménez
- A ti, amigo mío, voor zang en piano - tekst: van de componist
- Sensaciones, voor zang en piano - tekst: van de componist

### Kamermuziek
- Siete Espadas de Damocles, voor tuba en piano
  1. La Avaricia, el Poder y la Mentira
  2. El Odio, la Guerra, el Hambre y los Dioses
- Sonata - Alma y cuerpo, voor viool en piano

### Werken voor piano
- Reflejos, drie stukken voor piano
  1. Preludio - A la puta triste
  2. Minuet 1 - El maricón enamorado
  3. Minuet 2 - A los que no lo bailaron
- Fuga en C Mayor
- Fuga en G menor
- Suite fácil en Eb Mayor
  1. Allemanda
  2. Minueto
  3. Giga